# Stazione di Horinouchi
La stazione di Horinouchi (堀ノ内駅) è una stazione ferroviaria giapponese di Yokosuka, città della prefettura di Kanagawa. È servita dalla linea principale delle Ferrovie Keikyū.

## Linee
- Linea Keikyū principale

## Struttura
La stazione è costituita da un marciapiede a isola con due binari passanti su viadotto.
| 1    | ●Linea Keikyū principale | per Uraga                                    |
| 2    | ●Linea Keikyū Kurihama   | per Misakiguchi                              |
| 3・4 | ●Linea Keikyū principale | per Yokohama,per Haneda Aeroporto, Shinagawa |

## Stazioni adiacenti
| ←                       | Servizio                             | →                       |
| Linea Keikyū principale | Linea Keikyū principale              | Linea Keikyū principale |
| ----------------------- | ------------------------------------ | ----------------------- |
| Kenritsu Daigaku        | ●Locale                              | Keikyū Ōtsu Shin-Ōtsu   |
| Yokosuka-Chūō           | ●Esp. Lim. Rapido viola              | Keikyū Ōtsu Shin-Ōtsu   |
| Yokosuka-Chūō           | ●Esp. Lim. Rapido verde ●Keikyū Wing | Shin-Ōtsu               |
| Transito                | ●Mattina Keikyū Wing                 | Transito                |

## Rink
1. ↑   堀ノ内駅 | 路線図・各駅情報 | 電車・駅・路線 | 【KEIKYU WEB】京急電鉄オフィシャルサイト, su www.keikyu.co.jp. URL consultato il 21 maggio 2019 (archiviato dall'url originale il 30 giugno 2019).